# Nemesia crassimana
Nemesia crassimana là một loài nhện trong họ Nemesiidae.
Nemesia crassimana được miêu tả năm 1873 bởi Simon.